# Contea di Madison (Iowa)
La contea di Madison (in inglese Madison County) è una contea dello Stato dell'Iowa, negli Stati Uniti. La popolazione al censimento del 2010 era di 15 679 abitanti. Il capoluogo di contea è Winterset.
Madison County è famosa per essere la contea dove John Wayne nacque e per la presenza di alcuni ponti coperti. Questi sono protagonisti nel romanzo del 1992 e nel film del 1995 I ponti di Madison County.